# Paul Young
Paul Antony Young (ur. 17 stycznia 1956 w Luton) – brytyjski wokalista soulowo-popowy. Wcześniej lider zespołów Kat Kool & Kool Cats, Streetband i Q-Tips. Jego sukces solowy sprawił, że stał się idolem nastolatków lat osiemdziesiątych. Jest znany z przebojowych singli, które dotarły do pierwszej dziesiątki brytyjskiej listy: „Love of the Common People” (1982), „Wherever I Lay My Hat” (1983), „Come Back and Stay” (1983), „Everything Must Change” (1984) i „Every Time You Go Away” (1985).

## Życiorys

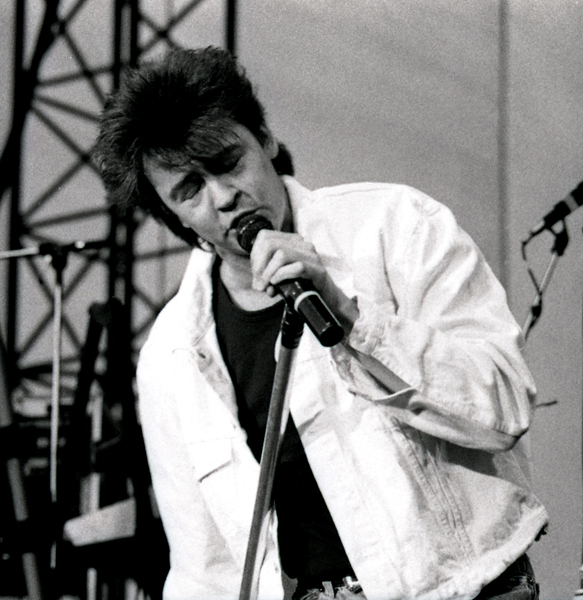
Paul Young (1987)

Wydany w 1983 roku, jego debiutancki album No Parlez był pierwszym z trzech brytyjskich albumów numer jeden. Podczas Brit Awards 1985 Young otrzymał nagrodę dla najlepszego brytyjskiego wokalisty. W lipcu 1985 roku Young pojawił się na Live Aid na stadionie Wembley w Londynie, wykonując przebój „Do They Know It’s Christmas?” (śpiewając początkowe fragmenty oryginalnego singla) i własne hity – „Come Back and Stay”  i „Everytime You Go Away”, z Alison Moyet dołączając do niego na scenie, by wykonać „That's The Way Love Is”.
„Every Time You Go Away” osiągnął numer jeden w USA w 1985 roku i zdobył nagrodę dla najlepszego brytyjskiego wideo podczas Brit Awards w 1986 roku.
Od połowy lat 90. występował ze swoim zespołem Los Pacaminos. Od końca lat 90. Young wydał bardzo mało nowych materiałów, ale nadal koncertował w różnych częściach świata.
W marcu 1983 roku związał się z byłą modelką Stacey Smith, którą poznał na planie teledysku „Come Back and Stay”. Pobrali się 23 listopada 1987. Mieli troje dzieci: dwie córki – Levi (ur. 1987) i Laylę (ur. 1994) oraz syna Grady'ego Cole (ur. 1996). W 2018 roku, w wieku 52 lat, Stacey Young zmarła z powodu raka mózgu.

## Dyskografia
- No Parlez (1983)
- The Secret Of Association (1985)
- Between Two Fires (1987)
- Other Voices (1990)
- From Time To Time – The Singles Collection (1990)
- The Crossing (1993)
- Reflections (1994)
- Love Songs (1996)
- Paul Young (1997)
- The Essential Paul Young (2003)
- Rock Swings – On the wild side of swing (2006)